# 99 Dike

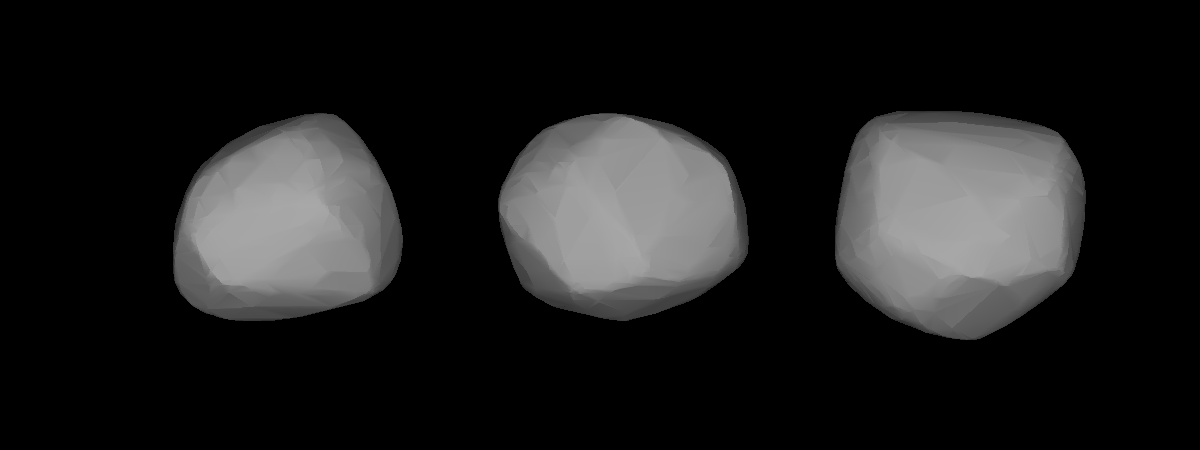
99 Dike

99 Dike eller 1935 UC är en mörk asteroid upptäckt 28 maj 1868 av den franske astronomen A. Borrelly vid Marseille-observatoriet. Asteroiden har fått sitt namn efter Dike inom den grekiska mytologin.
Den tillhör asteroidgruppen Mitidika.